# Роблинг, Эмили Уоррен
Эмили Уоррен Роблинг (англ. Emily Warren Roebling, 23 сентября 1843 — 28 февраля 1903, фамилия также пишется как Рёблинг) — жена Вашингтона Роблинга, гражданского инженера, работавшего главным инженером на строительстве Бруклинского моста. Стала известной благодаря своему вкладу в завершение строительства Бруклинского моста после того, как её муж начал страдать от кессонной болезни.

## Детство
Эмили родилась в семье Сильвануса (Sylvanus) и Фиби (Phebe) Уоррен в селении Колд-Спринг (штат Нью-Йорк), 23 сентября 1843 года. Будучи одиннадцатым из двенадцати детей в семье, детство провела в доме на берегу реки Гудзон, где основные события были связаны с рекой и причалившими к местной пристани судами из Нью-Йорка. 
В пятнадцатилетнем возрасте у Эмили умер отец, и старший брат Говернор, будущий генерал Армии Союза, уговорил мать отпустить дочь учиться в столицу США. При финансовой поддержке брата Эмили получила образование в христианской школе для девочек Convent of the Visitation, расположенной в Джорджтауне (ныне исторический район в границах Вашингтона). Основные школьные дисциплины были связаны с подготовкой образцовой жены: античная и современная история, география, мифология, рисование, французский язык, алгебра, геометрия, бухгалтерский учёт, астрономия, ботаника, метеорология, химия и геология.

## Роблинги
В 1864 году, в разгар Гражданской войны, когда Эмили было 20 лет, она посетила штаб 5-го Армейского корпуса, чтобы навестить Говернора, на тот момент занимавшего должность командующего корпусом. Во время визита её познакомили с Вашингтоном Роблингом, сыном известного мостостроителя Джона Роблинга. Вашингтон на тот момент служил гражданским инженером и подчинялся непосредственно генералу. Эмили и Вашингтон сразу полюбили друг друга и 18 января 1865 года заключили брак.
Молодожёны два года прожили в Цинциннати, где Вашингтон помогал отцу при возведении моста через реку Огайо. После окончания строительства, когда старший Роблинг занялся новым проектом будущего Бруклинского моста, молодые по его просьбе отправились в Европу, чтобы изучить использование малоизвестных на тот момент кессонов. Находясь в Германии, в ноябре 1867 года Эмили родила единственного ребёнка, Джона Э. Роблинга II (John A. Roebling II, 1867—1952).

## Бруклинский мост
По возвращении из Европы Эмили и Вашингтон столкнулись с неожиданным поворотом судьбы. Отец Вашингтона умер от столбняка, и Вашингтон принял на себя руководство строительством только что утверждённого проекта переправы между Нью-Йорком и Бруклином. Он принимал деятельное участие в работах и лично спускался в кессоны, использовавшиеся для строительства опор моста. Поскольку в то время ещё не применяли метод декомпрессии, позволяющий человеку, поднятому из глубины на поверхность, безболезненно адаптироваться к нормальному атмосферному давлению, многие рабочие страдали от кессонной болезни. Не стал исключением и главный инженер проекта.
Он лично испытывал применение пороха для взрывных работ для углубления грунта. Однажды, спустившись в кессон для тушения пожара, он провел в нем почти сутки, после чего испытал первый приступ кессонной болезни. Не отлежавшись положенное время, он вернулся на объект. После второго приступа кессонной болезни Вашингтона Роблинга парализовало.
Дом Роблингов находился на берегу напротив строящегося моста. Из окна спальни Вашингтон мог в бинокль наблюдать за строительством, его так и прозвали «человек в окне». Из всех пальцев на руках у него шевелился лишь один. И прикасаясь им к руке Эмили, он выстукивал ей то, что хотел сказать, используя изобретенный им самим код, который Эмили понимала. Все указания и поручения мужа она передавала инженерам и рабочим на стройке. Под руководством мужа Эмили стала изучать связанные с гражданским строительством дисциплины: высшую математику, физику, сопромат, расчёт деформаций и цепных линий, прокладку кабелей. Таким образом она стала «первой женщиной — полевым инженером» и способствовала завершению строительства Бруклинского моста.
Эмили передавала информацию от Вашингтона его помощникам и сообщала тому о ходе работ на мосту. Она приняла на себя множество обязанностей главного инженера, в том числе — читала и отвечала на письма, проводила переговоры с заинтересованными лицами, посылала запросы, ежедневно следила за ходом работ, время от времени представляла его интересы на общественных мероприятиях. В Бруклине и Нью-Йорке распространились слухи, что она тайно взяла на себя функции руководителя проекта, в то время у Вашингтона не всё в порядке с головой. Когда порядочность одного подрядчика, компании Edge Moor Iron, была поставлена под сомнение, фирма направила официальное письменное заявление не на имя главного инженера, на имя «Г-жи Вашингтон А. Роблинг». Один из доверенных лиц, пожелавший остаться неизвестным, в газете New York Times описал её встречу с группой инженеров, пришедших к Вашингтону проконсультироваться насчёт формы изготовления металлических анкерных стержней, следующим образом:

К их большому удивлению миссис Роблинг села с ними и своими инженерными познаниями помогла им разобраться с образцами, и прояснила трудности, которые неделями озадачивали их мозги.
Оригинальный текст (англ.)
Their surprise was great when Mrs. Roebling sat down with them, and by her knowledge of engineering helped them out with their patterns and cleared away difficulties that had for weeks been puzzling their brains.
— New York Times, номер от 23 мая 1883 года
В 1882 году Вашингтона хотели снять с должности главного инженера из-за его болезни. Чтобы Вашингтон не лишился этой должности, Эмили ходила на собрания инженеров и политиков и выступала в защиту своего мужа. К радости Роблингов, политики вняли речам Эмили, и Вашингтону позволили остаться на должности главного инженера Бруклинского моста.
Вашингтон оставался главным инженером до самого открытия Бруклинского моста в 1883-м году. Перед официальным открытием Эмили Роблинг первая проехала по мосту в коляске, держа в руках петуха как символ победы. На церемонии открытия Эмили упомянул в своей речи Абрам Стивенс Хьюитт, сказавший, что мост является «вечным памятником самоотверженной преданности женщины и её способности к получению высшего образования, права на которое она слишком долго была лишена».
Сегодня на Бруклинском мосту размещена памятная табличка в память об Эмили, её муже и её свёкре. В её честь названа небольшая площадь на берегу Ист-Ривер, под Бруклинским мостом.

## После моста
После завершения строительства Бруклинского моста Роблинги переехали в Трентон (Нью-Джерси). Там Эмили принимала участие в общественных организациях — в «Обществе помощи» во время Испано-американской войны, работала в Совете женщин-управляющих Нью-Джерси на Всемирной Колумбовой выставке. Также она продолжила своё образование и получила диплом юриста Нью-Йоркского университета. Эмили была одной из немногих американок, кто присутствовал на коронации императора Николая II и Александры Фёдоровны в России. До своей смерти 28 февраля 1903 года Эмили проводила оставшееся время с семьёй и сохраняла общественную и умственную активность.